# Santa Rosa (Guyana)
Santa Rosa (voluit: Santa Rosa Mission) is een inheems dorp in de Barima-Waini regio van Guyana. Het ligt aan de Moruka en wordt bewoond door Arowakken. Er is tevens een minderheid van de inheemse Warau en Karaïben. Santa Rosa is het grootste dorp en heeft 11 satellietdorpen die gezamenlijk worden bestuurd door de Moruca Land Council. Het is vernoemd naar de katholieke missie die in 1840 is gesticht.

## Geschiedenis
In de 18e eeuw waren missionarissen actief onder inheemse bevolking rond de Orinoco in Venezuela. Op 3 mei 1817 werden 26 priesters vermoord door het leger van Simón Bolívar, en vluchtte de inheemse bevolking naar Guyana. In 1822 werden de vluchtelingen door de regering van Brits-Guiana gelegaliseerd en mochten het katholieke geloof trouw blijven. In 1840 werd een katholieke missie gesticht in Santa Rosa, en in 1844 werd de eerste kerk ingewijd.
Santa Rosa is het hoofddorp van de regio, maar er zijn 11 satellietdorpen waaronder Kabucalli, St Peter’s, Mathurin Point, Poloma, en Hobo. Sinds 1996 wordt het gehele gebied bestuurd door de Moruca Land Council. Santa Rosa heeft 913 inwoners (2012), en het Morucagebied telt 6.046 inwoners (2013). In 1991 werd een middelbare school opgericht.
Santa Rosa en het Morucagebied hebben een conflict over de demarcatie van het grondgebied. De eerste demarcatie dateert uit 1902. In 1976 werd de Amerindian Act van kracht, maar de demarcatie werd geweigerd door de Moruca Land Council. Het conflict was anno 2016 nog niet opgelost.

## Overzicht
Santa Rosa heeft een middelbare school en de kliniek. In 2004 kreeg Santa Rosa elektriciteit dankzij een donatie van Monty Niathally, de eigenaar van Variety Woods and Greenheart Limited. De economie is voornamelijk gebaseerd op zelfvoorzieningslandbouw.

## Geboren in Santa Rosa
- Stephen Campbell (1897–1966), het eerste inheemse lid van de Nationale Vergadering[13]

Jonestown* · Mabaruma · Matthews Ridge · Port Kaituma · Santa Rosa · Whitewater